# 田野駅 (宮崎県)
田野駅（たのえき）は、宮崎県宮崎市田野町甲にある、九州旅客鉄道（JR九州）日豊本線の駅である。事務管コードは▲940507。
旧田野町の中心駅。かつては東京（西鹿児島）からの急行「高千穂」も停車していた。

## 歴史
- 1916年（大正5年）10月25日：鉄道院が開設[1][3]。
- 1971年（昭和46年）3月1日：貨物取扱を廃止[3]。
- 1978年（昭和53年）9月18日：自動信号化。
- 1979年（昭和54年）10月1日：南宮崎 - 鹿児島駅間CTC化に伴い業務委託化。
- 1985年（昭和60年）3月14日：荷物扱い廃止[3]。無人駅となる[4]。
- 1987年（昭和62年）4月1日：国鉄分割民営化に伴い、九州旅客鉄道（JR九州）の駅となる[3]。
- 2012年（平成24年）3月17日：駅改良工事により、のりばを変更[5]。
- 2015年（平成27年）11月14日：ICカード「SUGOCA」の利用が可能となる[6]。
- 2022年（令和4年）4月1日：宮崎支社の発足により、鹿児島支社から同支社へ移管[7]。

## 駅構造
単式ホーム1面1線と島式ホーム1面2線の合計2面3線のホームを有する地上駅。木造駅舎が存在し菓子店がある。
無人駅であるが、自動券売機が設置されている。
IC乗車カード「SUGOCA」の利用が可能（相互利用可能ICカードはSUGOCAの項を参照）で、簡易SUGOCA改札機が設置されている。SUGOCAの販売、およびチャージの取り扱いは行っていない。
SUGOCAの利用可能エリア（宮崎エリア）は当駅までで、山之口駅・都城駅方面へは利用できない。また、鹿児島エリアなどとまたがって利用することはできない（当駅から入場して国分駅で出場するなど）。
朝に宮崎行き特急「きりしま」2号が停車する。

### のりば
| のりば | 路線      | 方向 | 行先                 |
| ------ | --------- | ---- | -------------------- |
| 1･2    | ■日豊本線 | 下り | 都城・鹿児島中央方面 |
| 1･3    | ■日豊本線 | 上り | 南宮崎・宮崎方面     |

- 駅改良工事により3番線を本線とする1線スルー配線となったが、上り方の分岐器は両開きのままで、通過列車も減速を強いられる。

## 利用状況
2023年（令和5年）度の1日平均乗車人員は510人である。全列車停車駅である近隣の西都城駅より利用者は多いが、特急列車は朝の上り1本を除き全て通過する。
近年の1日平均乗車人員の推移は以下の通り。
| 年度   | 1日平均 乗車人員 | 出典   |
| ------ | ---------------- | ------ |
| 1996年 | 909              | -      |
| 1997年 | 878              | -      |
| 1998年 | 861              | -      |
| 1999年 | 844              | -      |
| 2000年 | 820              | -      |
| 2001年 | 801              | -      |
| 2002年 | 763              | -      |
| 2003年 | 734              | -      |
| 2004年 | 721              | -      |
| 2005年 | 719              | -      |
| 2006年 | 693              | -      |
| 2007年 | 661              | -      |
| 2008年 | 667              | -      |
| 2009年 | 651              | -      |
| 2010年 | 633              | -      |
| 2011年 | 655              | -      |
| 2012年 | 658              | -      |
| 2013年 | 652              | -      |
| 2014年 | 612              | -      |
| 2015年 | 624              | -      |
| 2016年 | 600              | [ 9 ]  |
| 2017年 | 566              | [ 10 ] |
| 2018年 | 520              | [ 11 ] |
| 2019年 | 493              | [ 12 ] |
| 2020年 | 445              | [ 13 ] |
| 2021年 | 440              | [ 14 ] |
| 2022年 | 486              | [ 15 ] |
| 2023年 | 510              | [ 8 ]  |

## 駅周辺
- 宮崎市役所田野総合支所（田野町合併特例区事務所）
- 宮崎市立田野小学校
- 宮崎市立田野中学校
- 尾敷森林事務所
- 宮崎県道28号日南高岡線
- 宮崎県道343号線鰐塚山田野停車場線

### バス路線
宮崎県道343号線に「田野駅前」停留所があり、宮崎交通の路線が発着する。
- 宮崎交通
  - 550系統（合又線）
    - 合又・田野運動公園
    - 宮崎駅

  - 551系統（田野線）
    - 七野
    - 宮崎駅

  - 552系統（青井岳温泉線）
    - 青井岳温泉（※温泉休館日は七野止り）
    - 宮崎駅

## 隣の駅
九州旅客鉄道（JR九州）
■日豊本線
- 特急「きりしま」一部停車駅

日向沓掛駅 - 田野駅 - （門石信号場） - 青井岳駅（※） - （楠ヶ丘信号場） - 山之口駅
（※）一部の列車は青井岳駅を通過する。